# Domenico Agostini
 Domenico Agostini  (31. maj 1825 i Treviso i Italien – 31. december 1891 i Venezia) var en af den katolske kirkes kardinaler. Han var patriark af Venezia 1877–1891. 
Han blev kreeret til kardinal i 1882 af Pave Leo 13..